# Лимнобиум
Лимно́биум (лат. Limnobium) — род водных растений семейства Водокрасовые (Hydrocharitaceae). Распространён в Северной и Южной Америке. Популярные аквариумные растения.

## Название
Научное название рода было впервые опубликовано в 1814 году в статье французского ботаника Луи Клода Ришара в 12 выпуске журнала Mémoires de la Classe des Sciences Mathematiques et Physiques de L'Institut National de France. Оно образовано от др.-греч. λιμνόβιος, limnóbios — «живущий в озере».

## Ботаническое описание
Многолетние пресноводные травы без корневищ. Побеги свободно плавающие или укоренённые, неветвящиеся. Листья на поверхности воды или приподнимаются над ней, на черешках, широкоэллиптические в очертании, с сердцевидным основанием и заострённым или тупым концом. Нижняя поверхность плавающих листьев с аэренхимной тканью, выступающих над поверхностью — гладкая.
Однодомные растения. Соцветия зонтичные, цветки с зеленовато-белым или желтоватым околоцветником. Тычиночные цветки с наполовину сросшимися тычинками с продолговатыми пыльниками. Пестичные цветки с 3—9 пестиками, разделёнными на две лопасти, завязь одногнёздная.
Плоды неправильно раскрывающиеся при созревании, широкоэллипсоидной или шаровидной формы, гладкие или ребристые, с эллиптическими шиповатыми семенами.

## Ареал
Естественный ареал рода — юго-восток США (северная граница — Иллинойс, Индиана и Западная Виргиния), а также Центральная Америка и север Южной Америки. Завезён в Калифорнию, где широко распространился, вытесняя местные водные растения.

## Таксономия

### Синонимы
- Hydrocharella Spruce ex Benth. & Hook.f., 1883
- Hydromystria G.Mey., 1818
- Jalambicea Cerv., 1825
- Rhizakenia Raf., 1840
- Trianea H.Karst., 1857

### Виды
- Limnobium laevigatum (Humb. & Bonpl. ex Willd.) Heine, 1968 — Лимнобиум побегоносный
- Limnobium spongia (Bosc) Steud., 1840 — Лимнобиум губчатый